# Молодняк (фільм, 2014)
Молодняк; Молодь (Young Ones) — науково-фантастичний фільм 2014 року спільного виробництва Ірландії й ПАР. Світова прем'єра відбулася на кінофестивалі «Sundance-2014» 18 січня 2014 року. Фільм вийшов 17 жовтня 2014 року в США.

## Про фільм
Постапокаліптична Америка. Хлопець на ім'я Флем намагається позалицятися до дочки землевласника Мері. У його планах одружитися з дівчиною, щоб повернути землі свого батька, які тепер належать Ернесту. За допомогою вмілих маніпуляцій і брехні, герою вдається досягти поставленої мети. Він не знав, що своїми діями змінив життя назавжди.

## Знімались
| Актор            | Роль             |
| ---------------- | ---------------- |
| Ніколас Голт     | Флем Важіль      |
| Коді Сміт-Макфі  | Джером Голм      |
| Майкл Шеннон     | Ернест Голм      |
| Ель Феннінг      | Мері Голм        |
| Еймі Маллінз     | Кетрін Голм      |
| Алекс Мак-Грегор | Сооз             |
| Девід Клетворті  | Келвін Гойман    |
| Лія О'Прей       | Анна             |
| Карел Нел        | злочинець        |
| Баррі Армітаж    | охайний чолловік |